# Domsby järnvägsstation

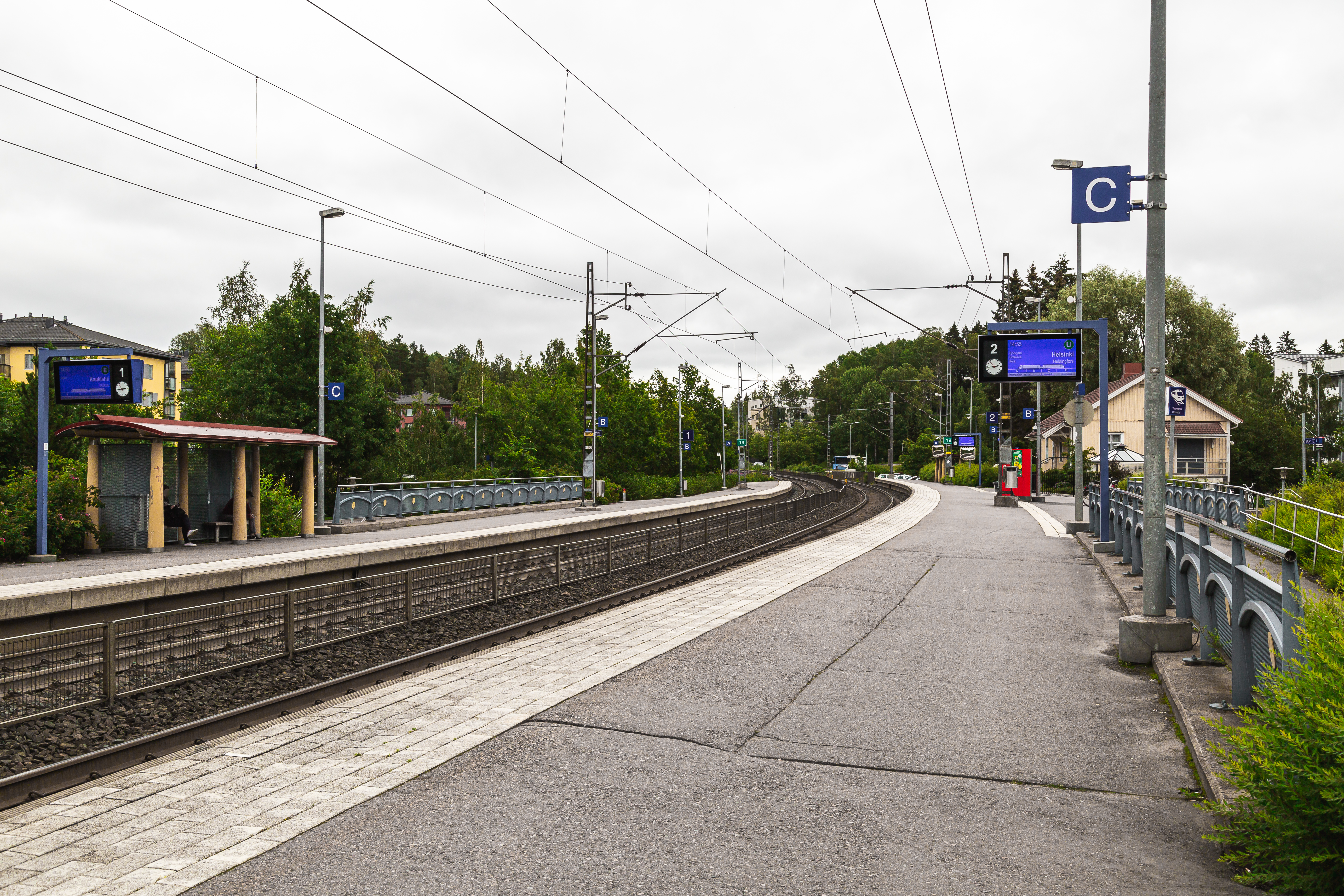
Domsby järnvägsstation i Esbo

Domsby järnvägsstation (Trl, finska Tuomarilan rautatieasema) är en järnvägsstation i Esbo i stadsdelen Domsby. Den ligger mellan stationerna Björkgård och Esbo. Avståndet från Helsingfors järnvägsstation är cirka 19 kilometer. Vid stationen stannar närtrafikens tåg E (Helsingfors-Köklax), S, U och L (Helsingfors-Kyrkslätt). Den öppnades 1931.